# Creyssac
Cet article possède un paronyme, voir Crayssac.
Creyssac est une commune française située dans le département de la Dordogne, en région Nouvelle-Aquitaine.

## Géographie

### Généralités
Localisée dans le quart nord-ouest du département de la Dordogne, en [Ribéracois], la commune de Creyssac est située en rive droite de la Dronne.
Le modeste bourg de Creyssac, à l'écart des routes principales, est situé, en distances orthodromiques, dix kilomètres au sud-ouest de Brantôme et dix-neuf kilomètres au nord-ouest de Périgueux.
Les principales voies d'accès à la commune sont la route départementale (RD) 2 à l'ouest et la RD 106 au nord.

### Communes limitrophes
Creyssac est limitrophe de trois autres communes, dont Grand-Brassac au sud-ouest, sur une distance d'environ 160 mètres. Au sud-ouest, le territoire de Lisle est distant d'environ 90 mètres.
|               | Paussac-et-Saint-Vivien |             |
|               | Creyssac                | Bourdeilles |
| Grand-Brassac |                         |             |

### Géologie et relief

#### Géologie
Situé sur la plaque nord du Bassin aquitain et bordé à son extrémité nord-est par une frange du Massif central, le département de la Dordogne présente une grande diversité géologique. Les terrains sont disposés en profondeur en strates régulières, témoins d'une sédimentation sur cette ancienne plate-forme marine. Le département peut ainsi être découpé sur le plan géologique en quatre gradins différenciés selon leur âge géologique. Creyssac est située dans le troisième gradin à partir du nord-est, un plateau formé de calcaires hétérogènes du Crétacé.
Les couches affleurantes sur le territoire communal sont constituées de formations superficielles du Quaternaire datant du Cénozoïque et de roches sédimentaires du Mésozoïque. La formation la plus ancienne, notée c2c, date du Turonien moyen à supérieur, composée de calcaires cryptocristallins, calcaires gréseux à rudistes et marnes à huîtres et à rhynchonelles, localement grès et sables jaunes (feuille de Terrasson). La formation la plus récente, notée CFvs, fait partie des formations superficielles de type colluvions carbonatées de vallons secs : sable limoneux à débris calcaires et argile sableuse à débris. Le descriptif de ces couches est détaillé dans  la feuille « no 758 - Périgueux (ouest) » de la carte géologique au 1/50 000 de la France métropolitaine, et sa notice associée.

Carte géologique de Creyssac.

#### Relief et paysages
Le département de la Dordogne se présente comme un vaste plateau incliné du nord-est (491 m, à la forêt de Vieillecour dans le Nontronnais, à Saint-Pierre-de-Frugie) au sud-ouest (2 m à Lamothe-Montravel). L'altitude du territoire communal varie quant à elle entre 82 m au sud-ouest, au niveau de la retenue du barrage de Rochereil, là où l'Euche et la Dronne se rejoignent, en limite de Grand-Brassac, et 153 m au nord, en limite de Paussac-et-Saint-Vivien, près du lieu-dit le Pleyssat.
Dans le cadre de la Convention européenne du paysage entrée en vigueur en France le 1er juillet 2006, renforcée par la loi du 8 août 2016 pour la reconquête de la biodiversité, de la nature et des paysages, un atlas des paysages de la Dordogne a été élaboré sous maîtrise d’ouvrage de l’État et publié en octobre 2020. Les paysages du département s'organisent en huit unités paysagères et 14 sous-unités. La commune est dans le Ribéracois, une région naturelle possédant un relief vallonné avec des altitudes moyennes comprises autour des 130-160 m, sculpté par la Dronne et ses nombreux affluents. Les paysages sont ondulés de grandes cultures dont les vastes horizons contrastent avec les paysages plus cloisonnés de la Dordogne,.
La superficie cadastrale de la commune publiée par l'Insee, qui sert de référence dans toutes les statistiques, est de 4,56 km2,,. La superficie géographique, issue de la BD Topo, composante du Référentiel à grande échelle produit par l'IGN, est quant à elle de 4,62 km2.

### Hydrographie

#### Réseau hydrographique
La commune est située dans le bassin de la Dordogne au sein du Bassin Adour-Garonne. Elle est drainée par la Dronne, le Boulou et l'Euche, qui constituent un réseau hydrographique de 9 km de longueur totale,.
La Dronne, d'une longueur totale de 200,56 km, prend sa source dans la Haute-Vienne dans la commune de Bussière-Galant et se jette en rive droite de l'Isle — dont elle est le principal affluent — à Coutras en Gironde, au lieu-dit la Fourchée, face à la commune de Sablons,. Elle borde la commune à l'est et au sud. Elle borde la commune sur cinq kilomètres et demi du nord-est au sud-ouest en passant par le sud, face à Bourdeilles.
Le Boulou, d'une longueur totale de 23,94 km, prend sa source dans la commune de Sceau-Saint-Angel et se jette dans la Dronne en rive droite en limite de Bourdeilles et de Creyssac,. Il sert de limite territoriale au nord-est sur plus d'un kilomètre face à Bourdeilles.
L'Euche, d'une longueur totale de 12,21 km, prend sa source dans la commune de Bourg-des-Maisons et se jette en rive droite de la Dronne à Grand-Brassac, face à Bourdeilles,. Elle marque la limite au sud-ouest sur un kilomètre et demi face à Paussac-et-Saint-Vivien.
Au nord-ouest du bourg de Creyssac, une source au débit important donne naissance au Bullidour, ruisseau qui, au bout de quelque 300 mètres, se jette dans la Dronne.

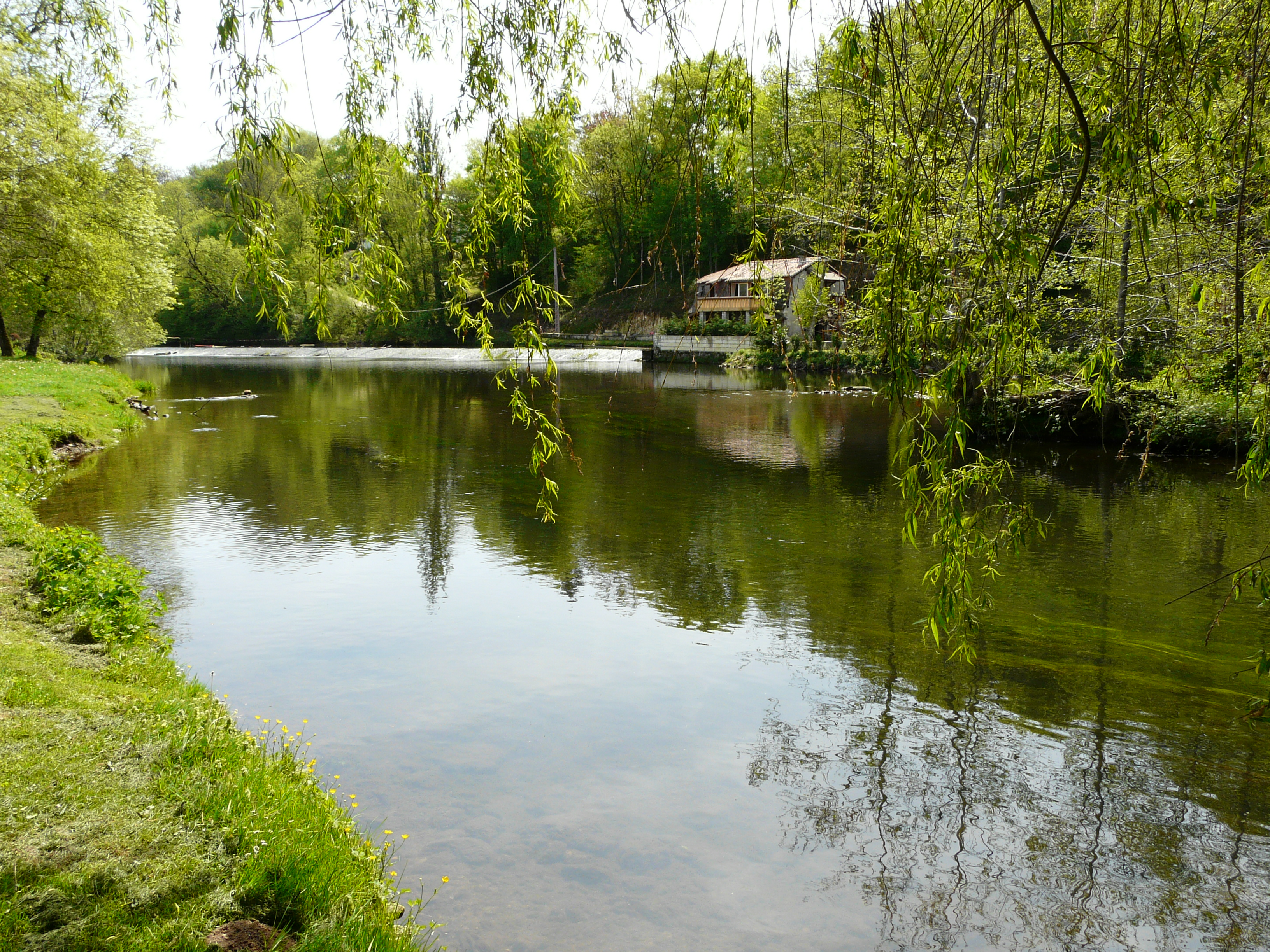
La Dronne au Gué de l'Éperon.
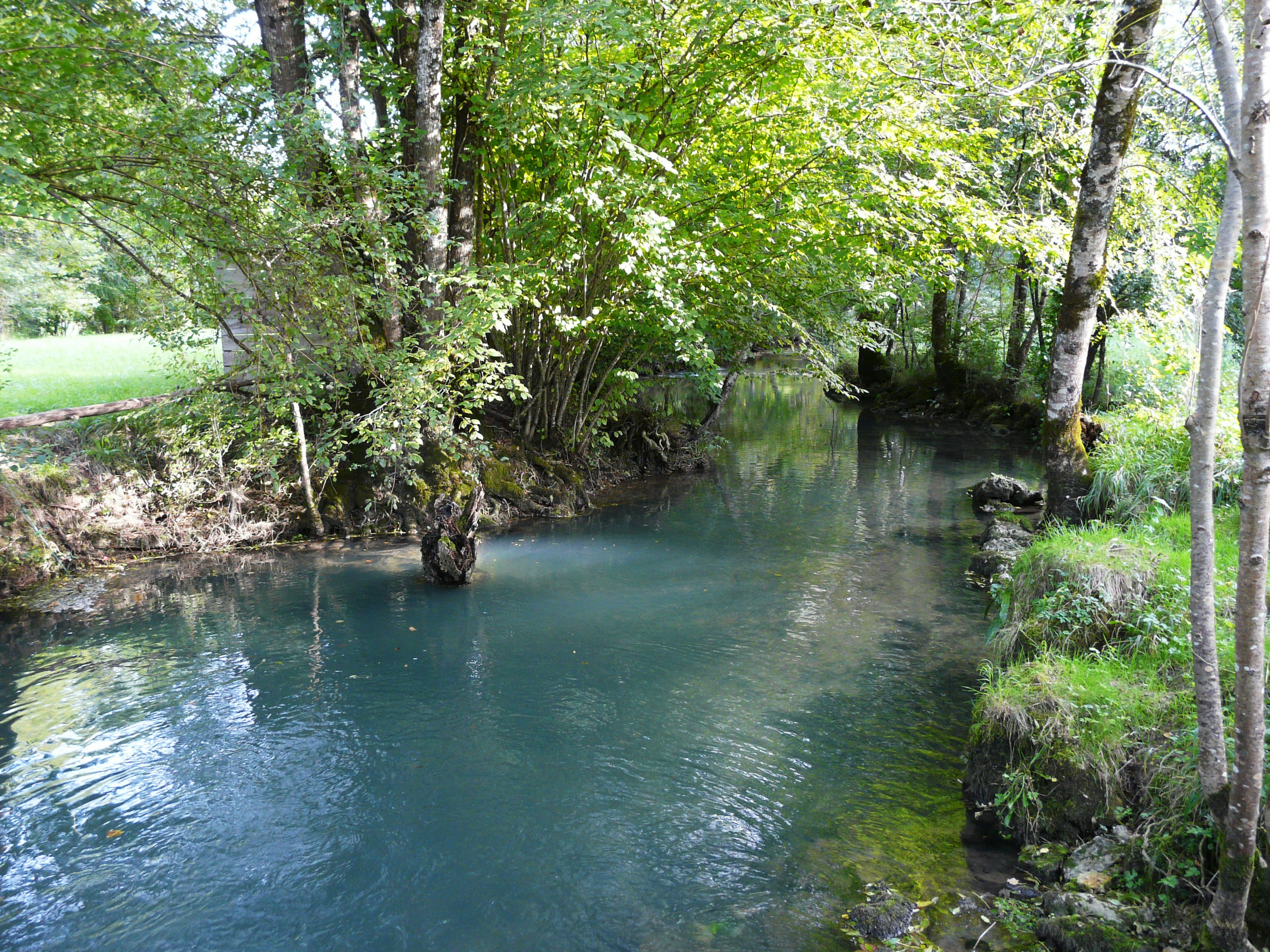
Le Boulou en limites de Bourdeilles et Creyssac.
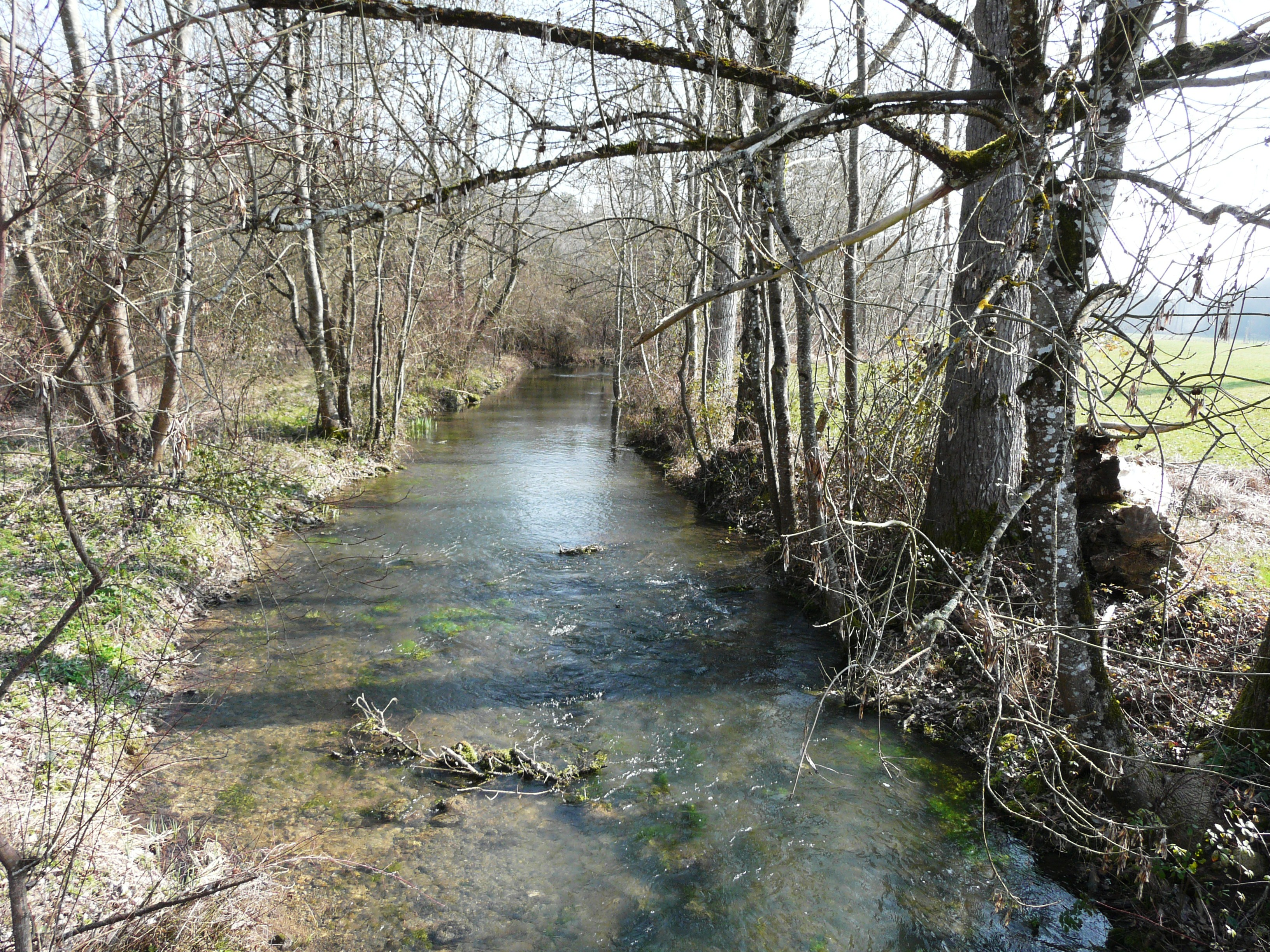
L'Euche en limites de Creyssac et Paussac-et-Saint-Vivien.
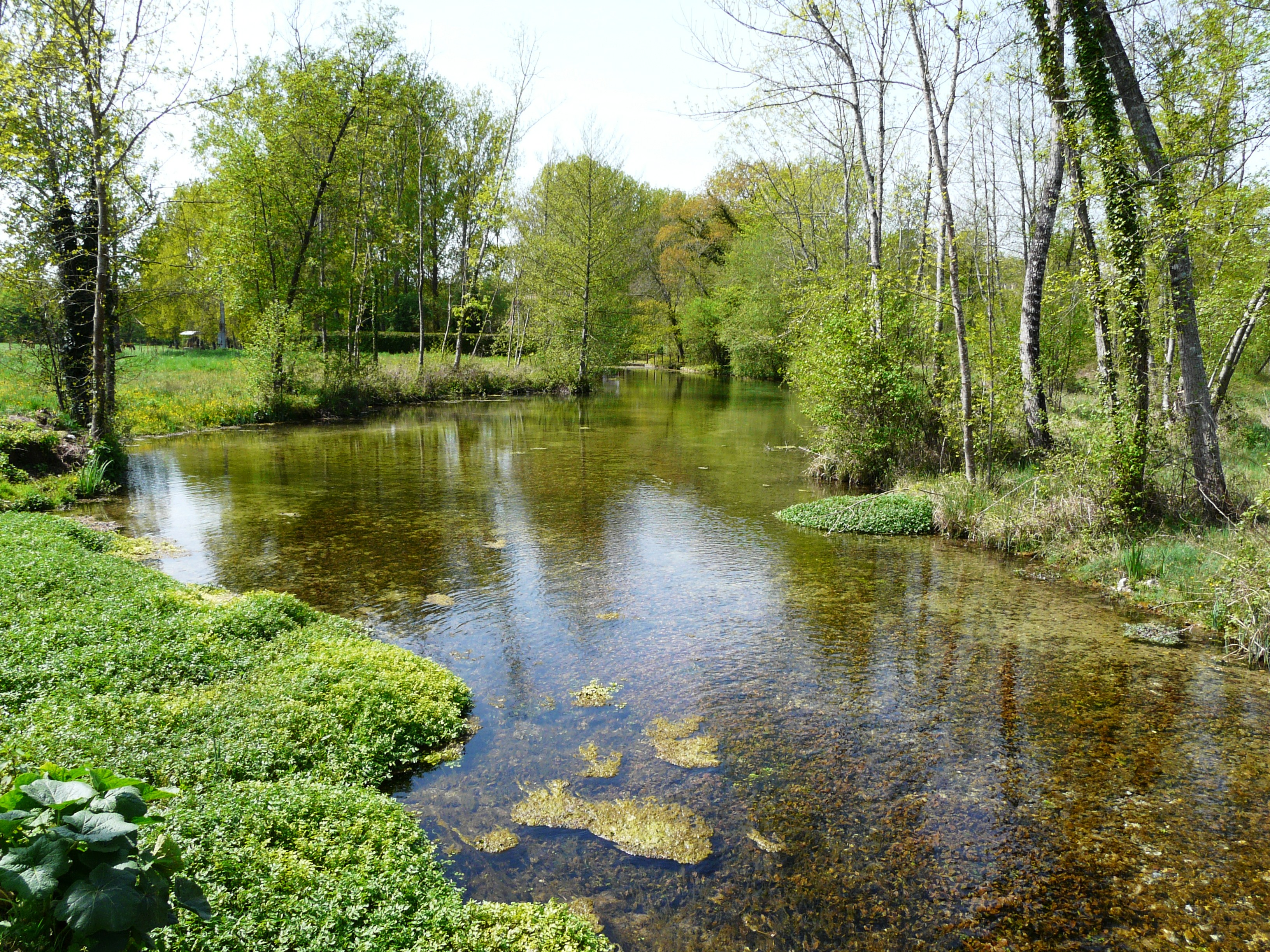
Le Bullidour juste en aval de sa source.
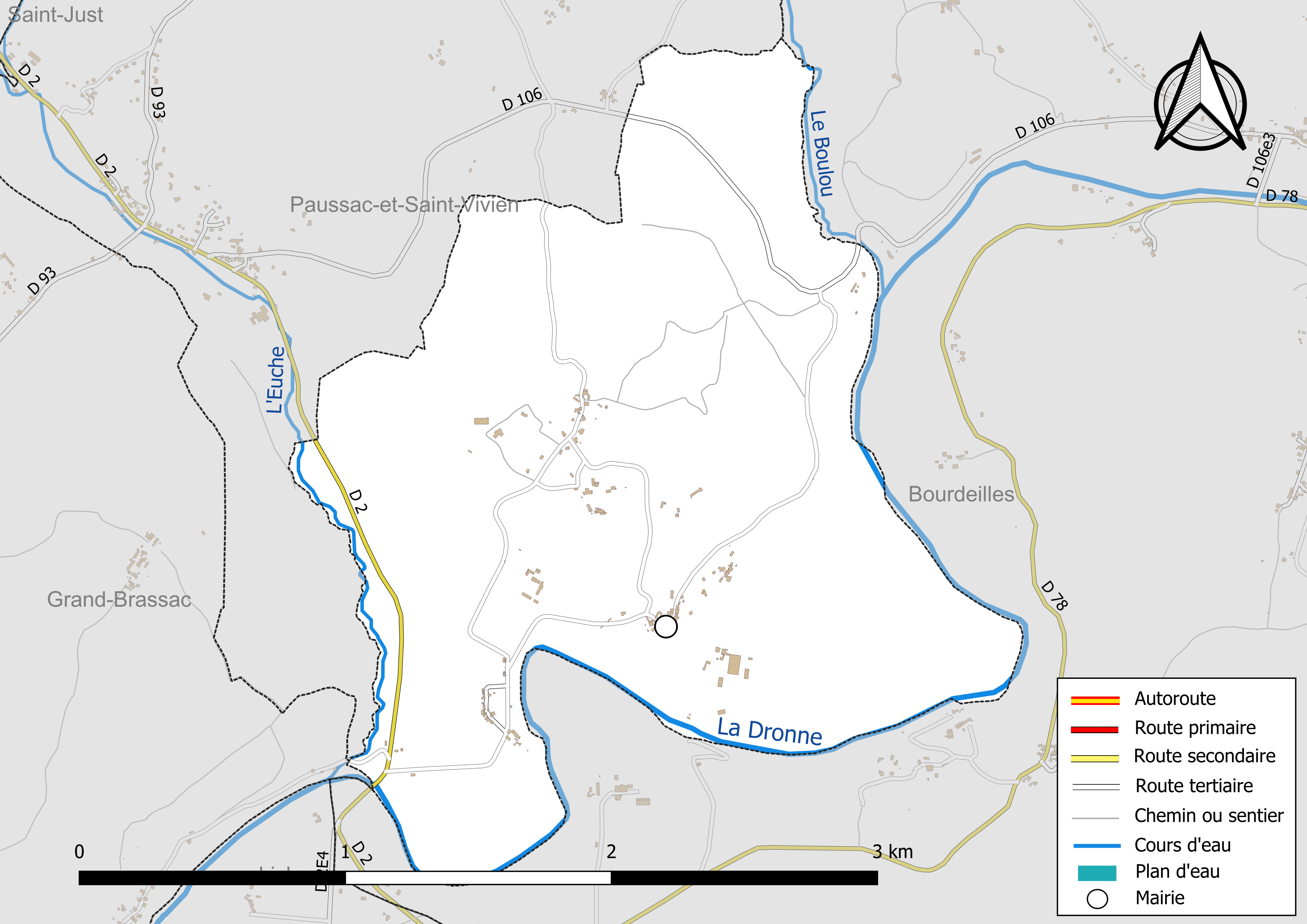
Réseaux hydrographique et routier de Creyssac.

#### Gestion et qualité des eaux
Le territoire communal est couvert par le schéma d'aménagement et de gestion des eaux (SAGE) « Isle - Dronne ». Ce document de planification, dont le territoire regroupe les bassins versants de l'Isle et de la Dronne, d'une superficie de 7 500 km2, a été approuvé le 2 août 2021. La structure porteuse de l'élaboration et de la mise en œuvre est l'établissement public territorial de bassin de la Dordogne (EPIDOR). Il définit sur son territoire les objectifs généraux d’utilisation, de mise en valeur et de protection quantitative et qualitative des ressources en eau superficielle et souterraine, en respect des objectifs de qualité définis dans le troisième SDAGE  du Bassin Adour-Garonne qui couvre la période 2022-2027, approuvé le 10 mars 2022.
La qualité des eaux de baignade et des cours d’eau peut être consultée sur un site dédié géré par les agences de l’eau et l’Agence française pour la biodiversité.

### Climat
Pour des articles plus généraux, voir Climat de la Nouvelle-Aquitaine et Climat de la Dordogne.
Historiquement, la commune est exposée à un climat océanique aquitain.  
En 2020, Météo-France publie une typologie des climats de la France métropolitaine dans laquelle la commune est exposée à un climat océanique altéré et est dans la région climatique  Aquitaine, Gascogne, caractérisée par une pluviométrie abondante au printemps, modérée en automne, un faible ensoleillement au printemps, un été chaud (19,5 °C), des vents faibles, des brouillards fréquents en automne et en hiver et des orages fréquents en été (15 à 20 jours).
Pour la période 1971-2000, la température annuelle moyenne est de 12,1 °C, avec  une amplitude thermique annuelle de 14,8 °C. Le cumul annuel moyen de précipitations est de 889 mm, avec 12,4 jours de précipitations en janvier et 6,8 jours en juillet. Pour la période 1991-2020, la température moyenne annuelle observée sur la station météorologique la plus proche, située sur la commune de Saint-Martin-de-Fressengeas à 7 km à vol d'oiseau, est de 12,4 °C et le cumul annuel moyen de précipitations est de 1 050,4 mm,. Pour l'avenir, les paramètres climatiques de la commune estimés pour 2050 selon différents scénarios d’émission de gaz à effet de serre sont consultables sur un site dédié publié par Météo-France en novembre 2022.

## Urbanisme

### Typologie
Au 1er janvier 2024, Creyssac est catégorisée commune rurale à habitat très dispersé, selon la nouvelle grille communale de densité à 7 niveaux définie par l'Insee en 2022.
Elle est située hors unité urbaine et hors attraction des villes,.

### Occupation des sols
L'occupation des sols de la commune, telle qu'elle ressort de la base de données européenne d’occupation biophysique des sols Corine Land Cover (CLC), est marquée par l'importance des territoires agricoles (55 % en 2018), en augmentation par rapport à 1990 (53,8 %). La répartition détaillée en 2018 est la suivante : 
forêts (45 %), prairies (30,4 %), zones agricoles hétérogènes (24,7 %). L'évolution de l’occupation des sols de la commune et de ses infrastructures peut être observée sur les différentes représentations cartographiques du territoire : la carte de Cassini (XVIIIe siècle), la carte d'état-major (1820-1866) et les cartes ou photos aériennes de l'IGN pour la période actuelle (1950 à aujourd'hui).

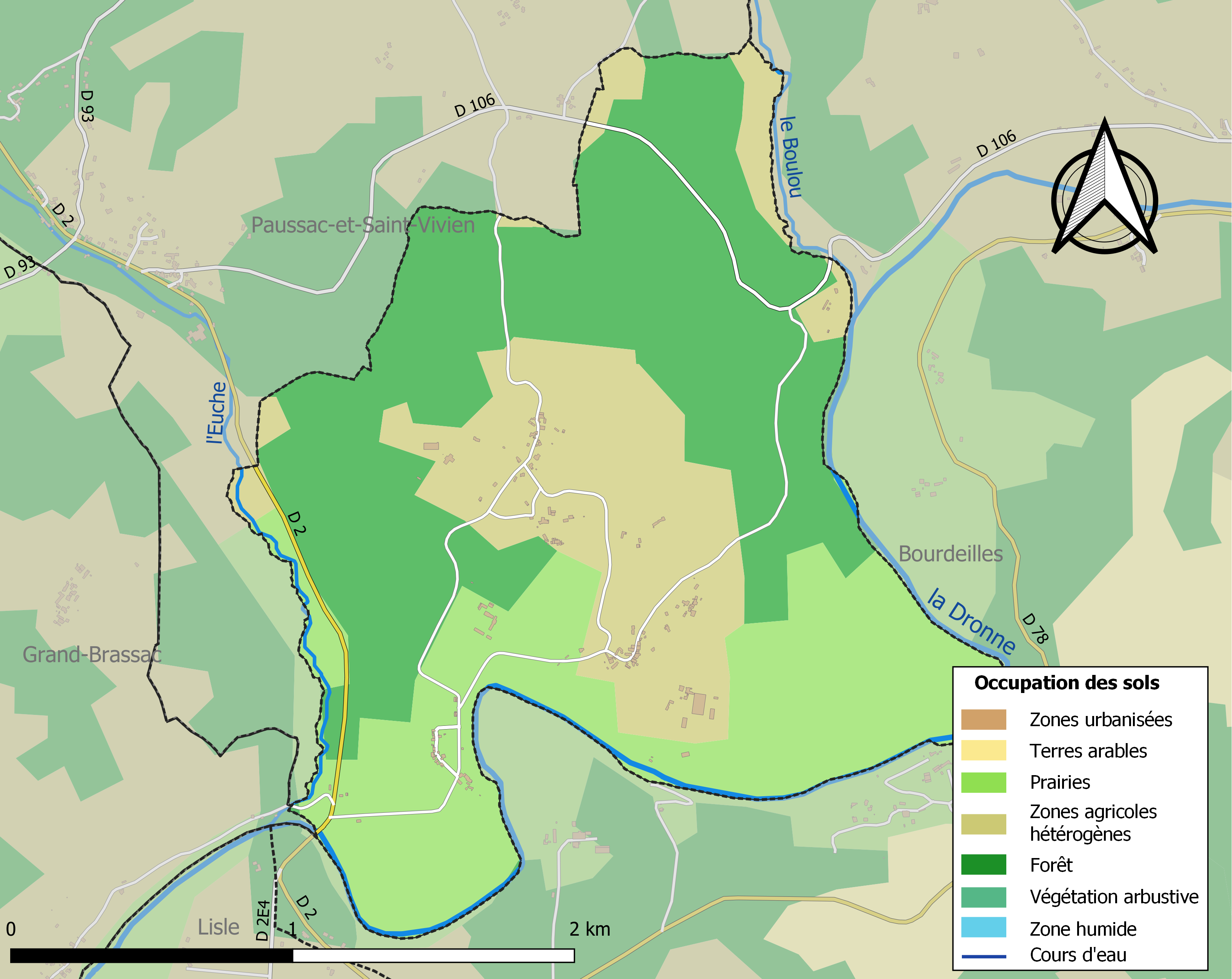
Carte des infrastructures et de l'occupation des sols de la commune en 2018 (CLC).

### Prévention des risques
Le territoire de la commune de Creyssac est vulnérable à différents aléas naturels : météorologiques (tempête, orage, neige, grand froid, canicule ou sécheresse), inondations, feux de forêts, mouvements de terrains et séisme (sismicité faible). Un site publié par le BRGM permet d'évaluer simplement et rapidement les risques d'un bien localisé soit par son adresse soit par le numéro de sa parcelle.
Certaines parties du territoire communal sont susceptibles d’être affectées par le risque d’inondation par débordement de cours d'eau, notamment la Dronne, le Boulou et l'Euche. La commune a été reconnue en état de catastrophe naturelle au titre des dommages causés par les inondations et coulées de boue survenues en 1982, 1983, 1993 et 1999,. Le risque inondation est pris en compte dans l'aménagement du territoire de la commune par le biais du plan de prévention des risques inondation (PPRI) de la « vallée de la Dronne », couvrant 19 communes et approuvé le 31 janvier 2014, pour les crues de la Dronne,.
Creyssac est exposée au risque de feu de forêt. L’arrêté préfectoral du 14 mars 2013 fixe les conditions de pratique des incinérations et de brûlage dans un objectif de réduire le risque de départs d’incendie. À ce titre, des périodes sont déterminées : interdiction totale du 15 février au 15 mai et du 15 juin au 15 octobre, utilisation réglementée du 16 mai au 14 juin et du 16 octobre au 14 février. En septembre 2020, un plan inter-départemental de protection des forêts contre les incendies (PidPFCI) a été adopté pour la période 2019-2029,.

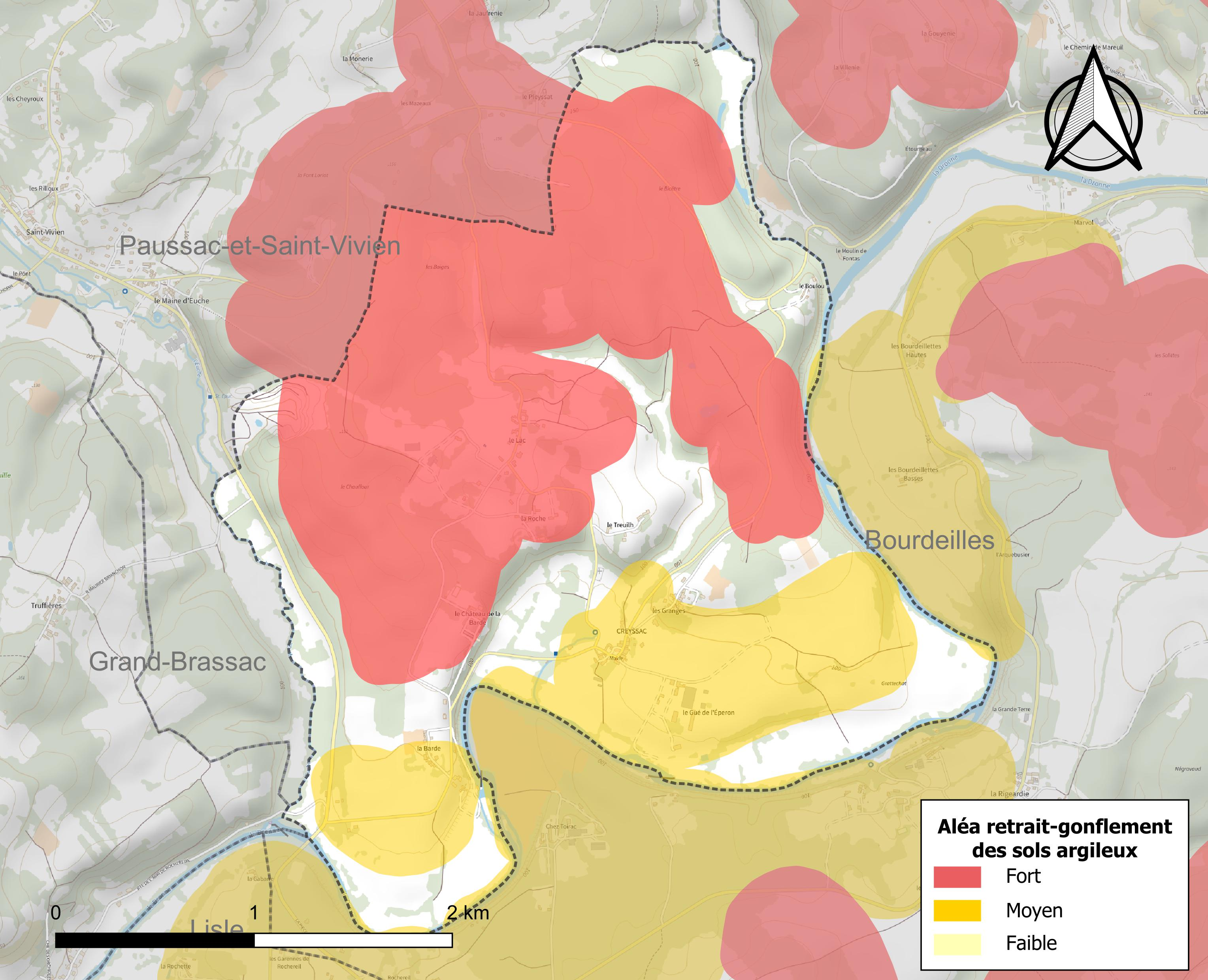
Carte des zones d'aléa retrait-gonflement des sols argileux de Creyssac.

Les mouvements de terrains susceptibles de se produire sur la commune sont des tassements différentiels. Le retrait-gonflement des sols argileux est susceptible d'engendrer des dommages importants aux bâtiments en cas d’alternance de périodes de sécheresse et de pluie. 67,7 % de la superficie communale est en aléa moyen ou fort (58,6 % au niveau départemental et 48,5 % au niveau national métropolitain). Depuis le 1er octobre 2020, en application de la loi ÉLAN, différentes contraintes s'imposent aux vendeurs, maîtres d'ouvrages ou constructeurs de biens situés dans une zone classée en aléa moyen ou fort,.
La commune a été reconnue en état de catastrophe naturelle au titre des dommages causés par la sécheresse en 1989, 1992, 2005 et 2011 et par des mouvements de terrain en 1999.

## Toponymie
Les premières mentions écrites connues du village remontent au XIIIe siècle sous les formes Creischac et Creichac
Il s'agit d'un une formation toponymique en -acum, suffixe d'origine gauloise (-acon) servant à localiser, puis à indiquer une propriété.
Il est précédé du nom d'homme gaulois Crixsos « le Frisé, le Crépu » (autrement noté Crixsus), d'où le sens global de « domaine de Crixsos ou Crixsus »,. Il correspond au mot latin crispus > crépu, crêpe. Le celtique insulaire conserve ce mot : gallois crych, breton crech « frisé, crépu ». 
En occitan, la commune porte le nom de Creissac.
Sur la planète Mars, en mars 2021, l'une des cibles d'analyses poussées effectuées sur des sédiments meubles par l'astromobile Curiosity de la NASA, est baptisée d'après la commune.

## Histoire
Le territoire communal présente des traces d'occupation néolithique.
Au Moyen Âge, Creyssac faisait partie de la châtellenie de Bourdeilles.

## Politique et administration

### Administration municipale
La population de la commune étant inférieure à 100 habitants au recensement de 2017, sept conseillers municipaux ont été élus en 2020,.

### Liste des maires

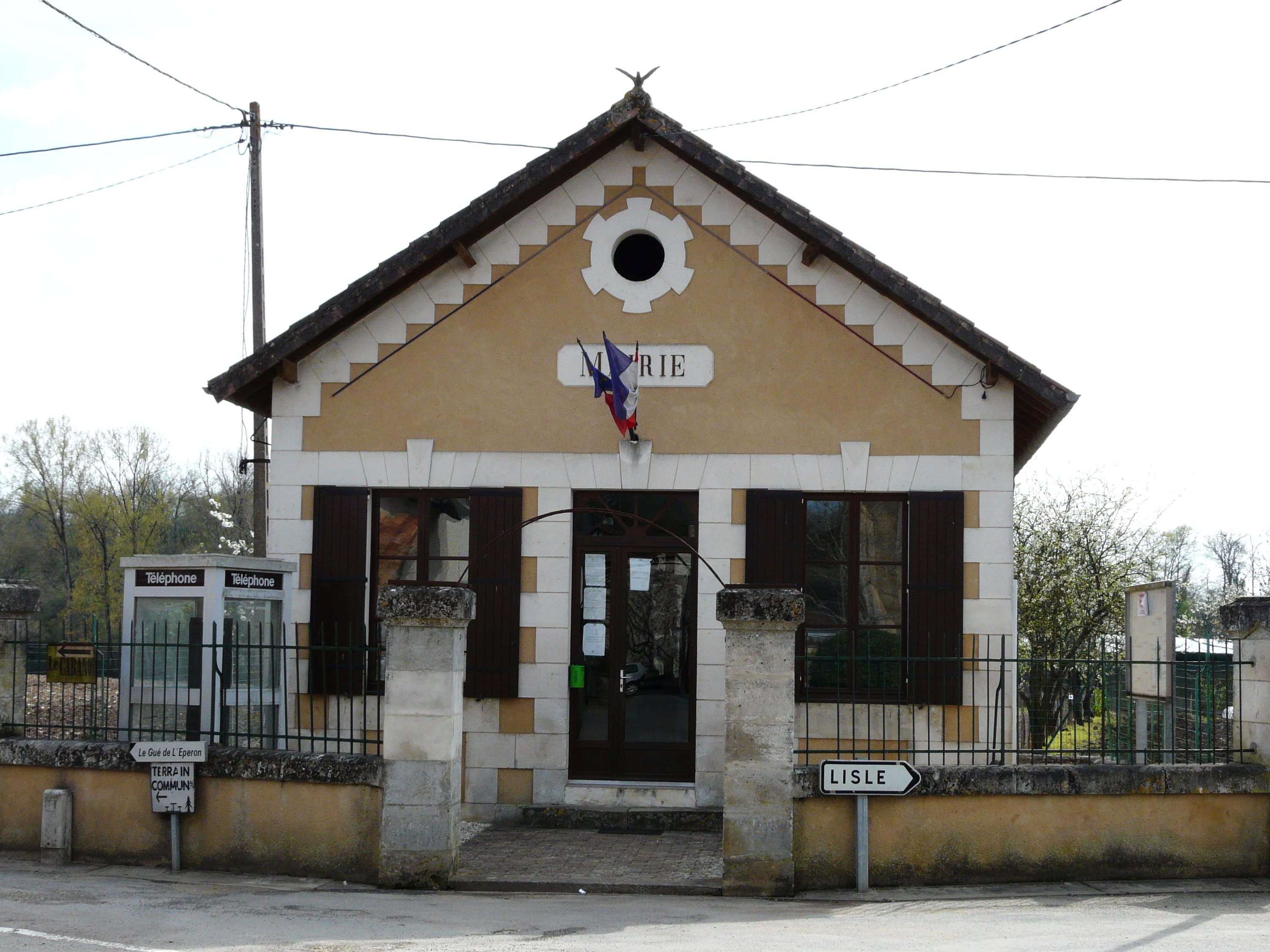
La mairie.

| Période                                  | Période   | Identité                     | Étiquette                  | Qualité                             |
| ---------------------------------------- | --------- | ---------------------------- | -------------------------- | ----------------------------------- |
| Les données manquantes sont à compléter. |           |                              |                            |                                     |
|                                          |           |                              |                            |                                     |
| 1815                                     | 1816      | Charles Élie                 |                            |                                     |
| 1816                                     | 1830      | Pierre Conte de la Richardie |                            |                                     |
| 1830                                     | 1865      | Jacques Bloys                |                            |                                     |
| 1865                                     | 1892      | De Bellussière               |                            |                                     |
| 1892                                     | 1892      | J Lassimouillas              |                            |                                     |
| 1892                                     | 1907      | Alfred Bloys                 |                            |                                     |
| 1907                                     | 1912      | G Barbut                     | Républicain de Gauche      |                                     |
| 1912                                     | 1918      | Martin                       |                            |                                     |
| 1918                                     | 1920      | Minard                       | Nationaliste Réactionnaire |                                     |
| 1920                                     | 1927      | D'Orfond                     | Progressiste               |                                     |
| 1927                                     | 1937      | Bost                         | URD                        |                                     |
| 1937                                     | 1944      | Jean-Henry Lassimouillas     |                            |                                     |
| 1944                                     | 1965      | Joseph Duverneuil            |                            |                                     |
| 1965                                     | mars 1971 | Eugène Mérigot               |                            |                                     |
| mars 1971                                | mars 1989 | Bernard Borie                |                            | Commerçant                          |
| mars 1989 (réélu en mai 2020)            | En cours  | Michel Desmoulin             | DVG                        | Cadre des travaux publics de l'État |

## Équipements et services publics

### Enseignement
La commune est rattachée à celle de Lisle pour la scolarité maternelle ou primaire.

### Justice
Dans le domaine judiciaire, Creyssac relève : 
- du tribunal judiciaire, du tribunal pour enfants, du conseil de prud'hommes et du tribunal de commerce de Périgueux ;
- du pôle Nationalité du tribunal judiciaire de Périgueux (compétent uniquement dans le domaine de la nationalité) ;
- de la cour d'appel, du tribunal administratif et de la  cour administrative d'appel de Bordeaux.

## Population et société

### Démographie
Les habitants de Creyssac se nomment les Creyssacois.
L'évolution du nombre d'habitants est connue à travers les recensements de la population effectués dans la commune depuis 1793. Pour les communes de moins de 10 000 habitants, une enquête de recensement portant sur toute la population est réalisée tous les cinq ans, les populations de référence des années intermédiaires étant quant à elles estimées par interpolation ou extrapolation. Pour la commune, le premier recensement exhaustif entrant dans le cadre du nouveau dispositif a été réalisé en 2006.

En 2022, la commune comptait 104 habitants, en évolution de +4 % par rapport à 2016 (Dordogne : +0,37 %, France hors Mayotte : +2,11 %).
| 1793 | 1800 | 1806 | 1821 | 1831 | 1836 | 1841 | 1846 | 1851 |
| ---- | ---- | ---- | ---- | ---- | ---- | ---- | ---- | ---- |
| 273  | 264  | 304  | 320  | 326  | 312  | 287  | 276  | 302  |

| 1856 | 1861 | 1866 | 1872 | 1876 | 1881 | 1886 | 1891 | 1896 |
| ---- | ---- | ---- | ---- | ---- | ---- | ---- | ---- | ---- |
| 263  | 256  | 266  | 229  | 231  | 226  | 225  | 200  | 194  |

| 1901 | 1906 | 1911 | 1921 | 1926 | 1931 | 1936 | 1946 | 1954 |
| ---- | ---- | ---- | ---- | ---- | ---- | ---- | ---- | ---- |
| 180  | 185  | 155  | 140  | 120  | 104  | 107  | 117  | 106  |

| 1962 | 1968 | 1975 | 1982 | 1990 | 1999 | 2006 | 2011 | 2016 |
| ---- | ---- | ---- | ---- | ---- | ---- | ---- | ---- | ---- |
| 110  | 95   | 94   | 83   | 81   | 99   | 103  | 89   | 100  |

| 2021 | 2022 | - | - | - | - | - | - | - |
| ---- | ---- | - | - | - | - | - | - | - |
| 101  | 104  | - | - | - | - | - | - | - |

## Économie

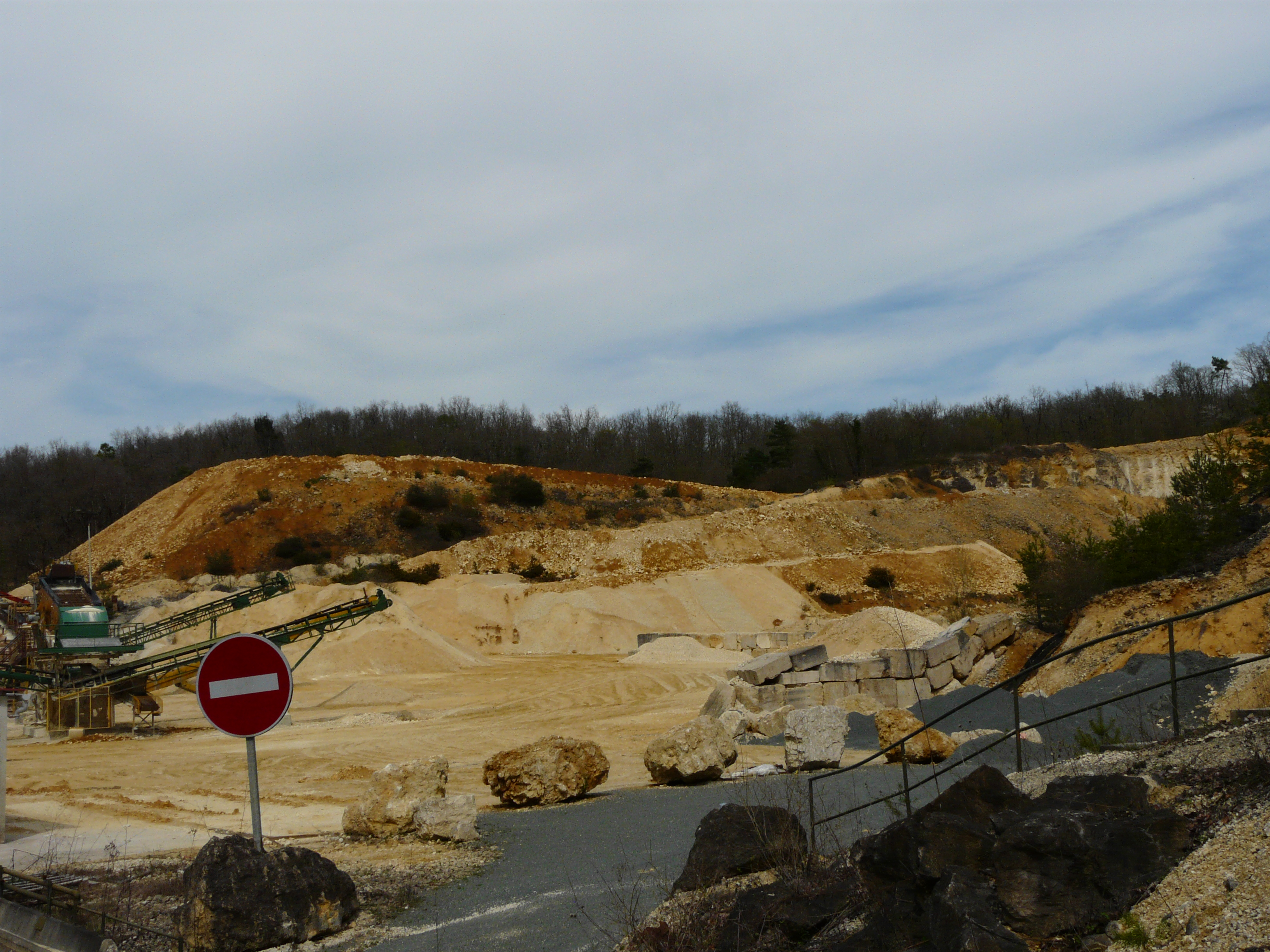
Carrière de calcaire de Chauffour et Puy Pelan.

### Emploi
En 2015, parmi la population communale comprise entre 15 et 64 ans, les actifs représentent quarante-sept personnes, soit 49,5 % de la population municipale. Le nombre de chômeurs (sept) a augmenté par rapport à 2010 (quatre) et le taux de chômage de cette population active s'établit à 14,3 %.

### Établissements
Au 31 décembre 2015, la commune compte onze établissements, dont six au niveau des commerces, transports ou services, trois dans l'agriculture, la sylviculture ou la pêche, un dans l'industrie, et un relatif au secteur administratif.

### Entreprises
Près du Maine d'Euche, au lieu-dit Chauffour et Puy Pelan, une carrière de calcaire est exploitée principalement sur la commune et très partiellement sur Paussac-et-Saint-Vivien. Elle peut traiter jusqu'à 1 000 tonnes par jour.

## Culture locale et patrimoine

### Lieux et monuments
- Château de la Barde du XIXe siècle. Il a été bâti sur l'emplacement d'un ancien repaire noble détruit à la Révolution et dont l'origine remonte au XIVe siècle[65]
- Manoir du Boulou du XIXe siècle[66]
- Église Saint-Barthélemy, romane du XIIe siècle, fortement modifiée au XIXe siècle[67]

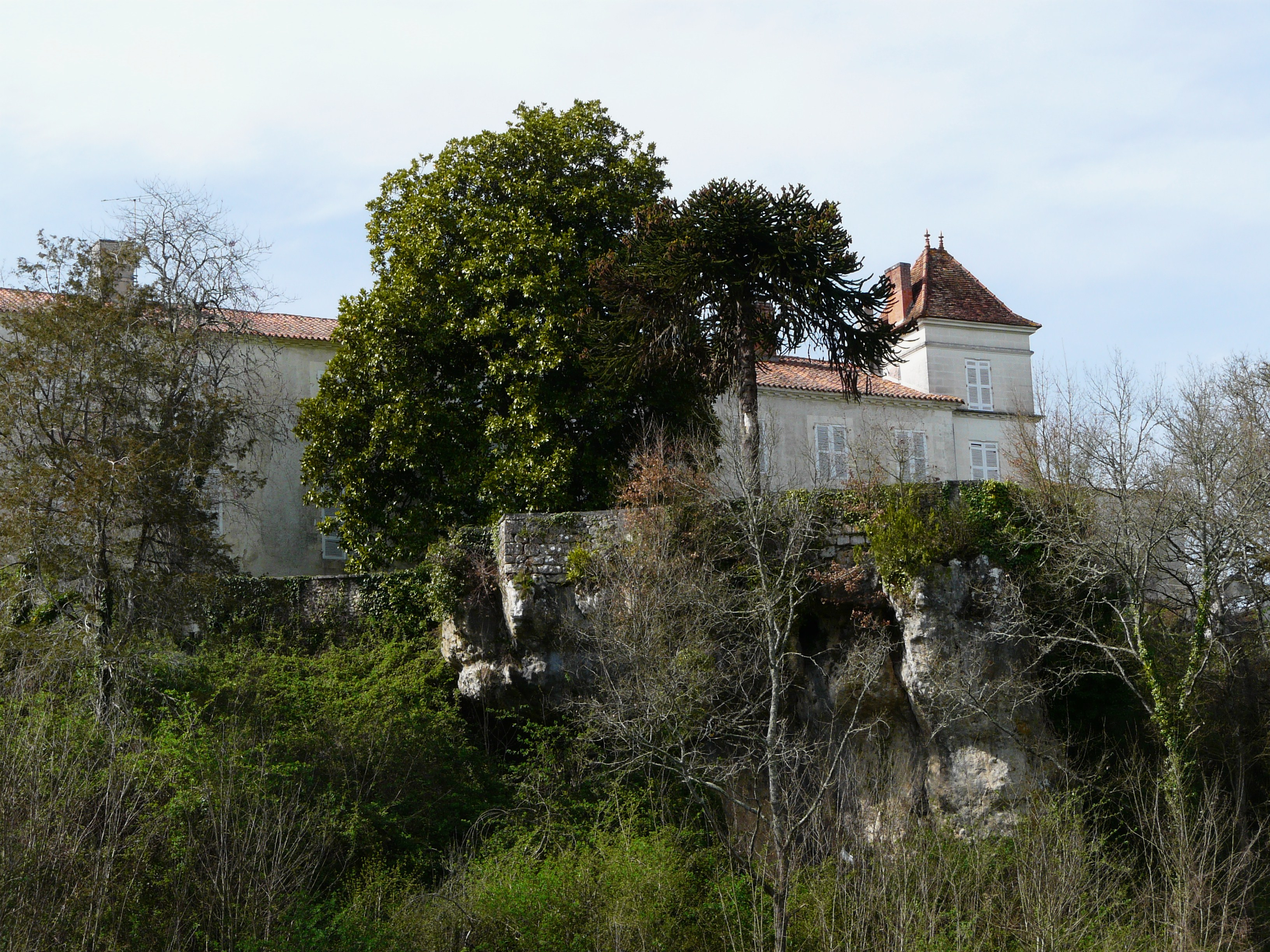
Le château de la Barde.
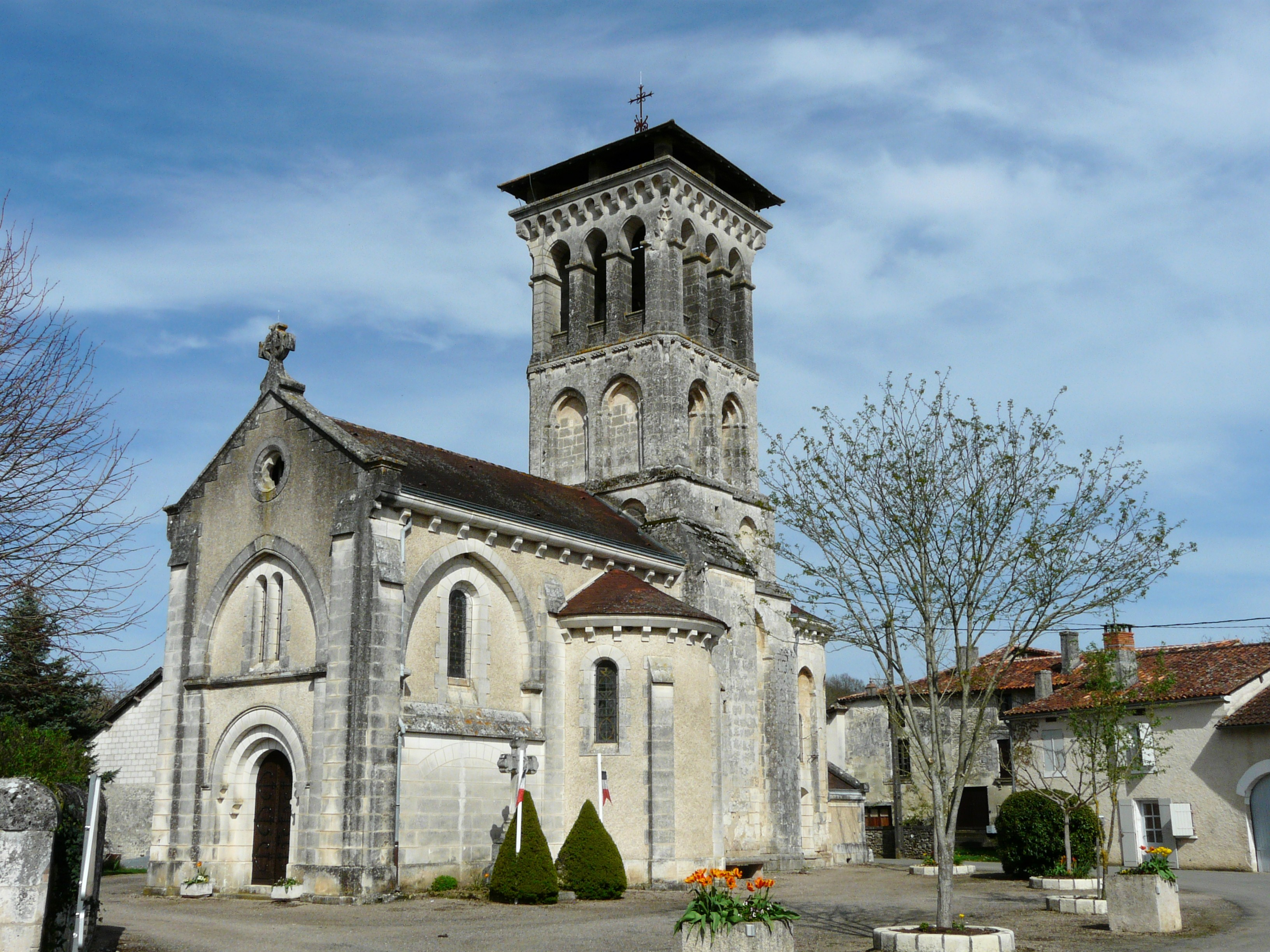
L'église Saint-Barthélemy.
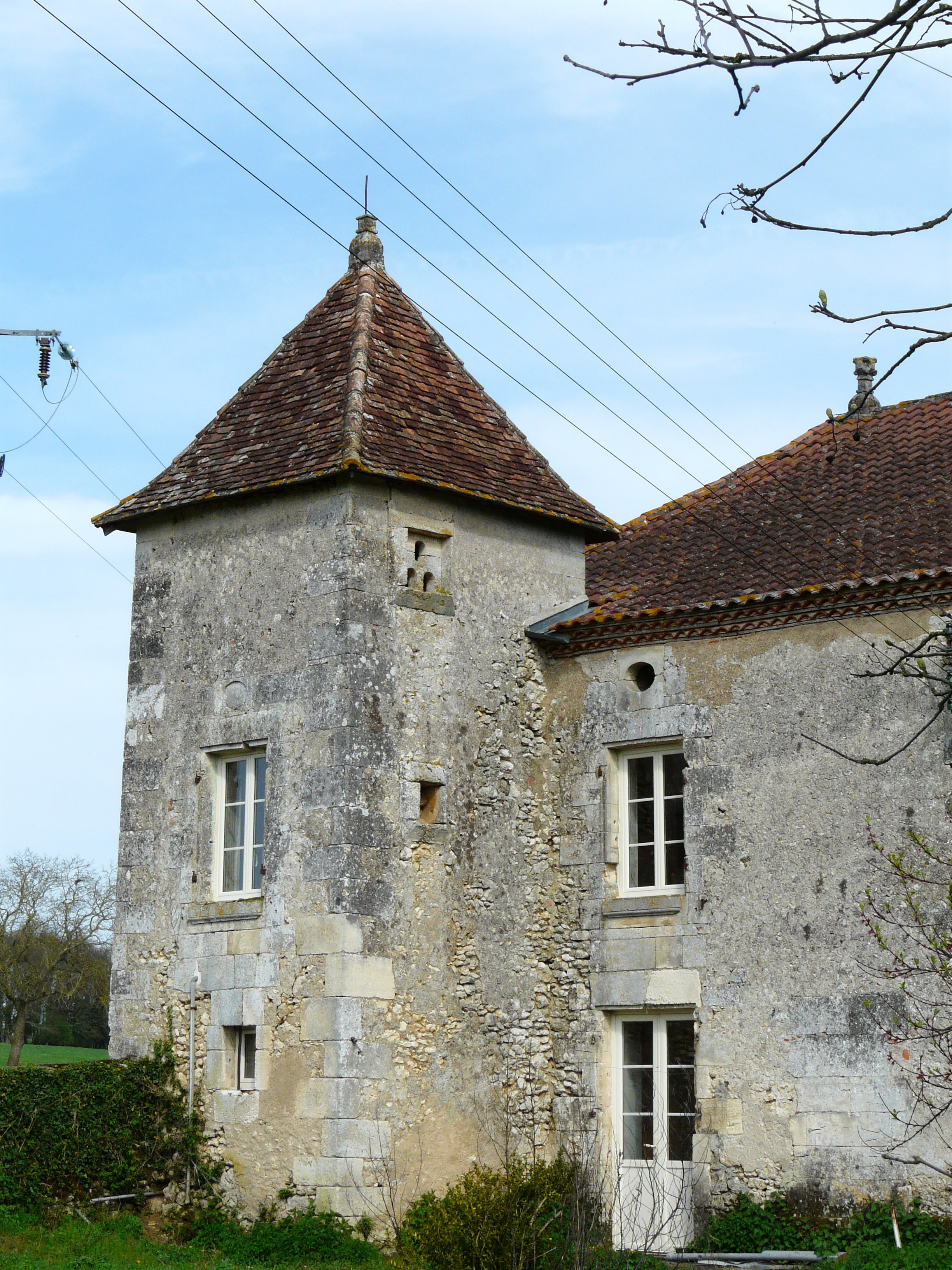
Pigeonnier d'une ferme au Gué de l'Éperon.
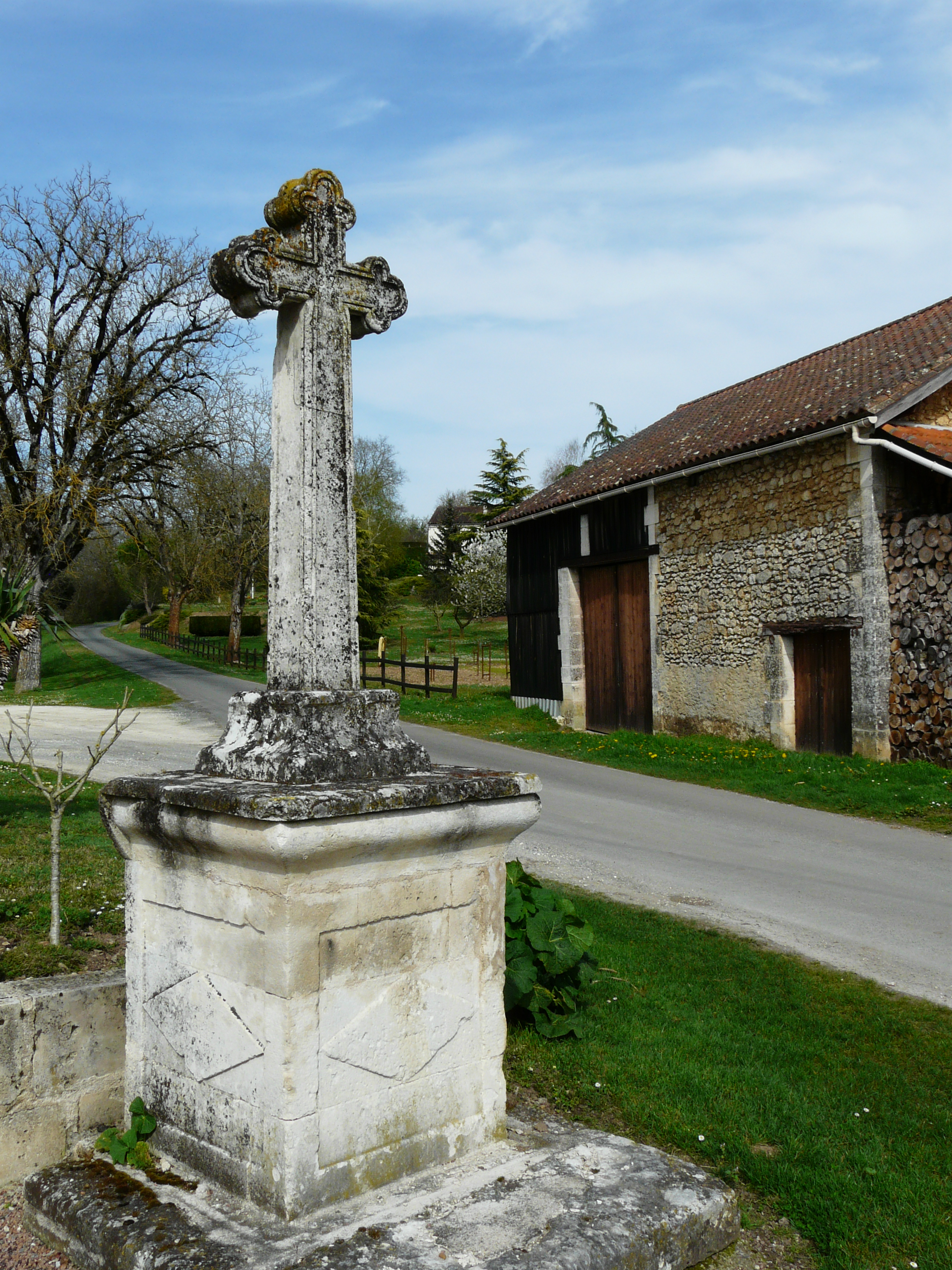
Croix de 1872 dans le village de Creyssac.
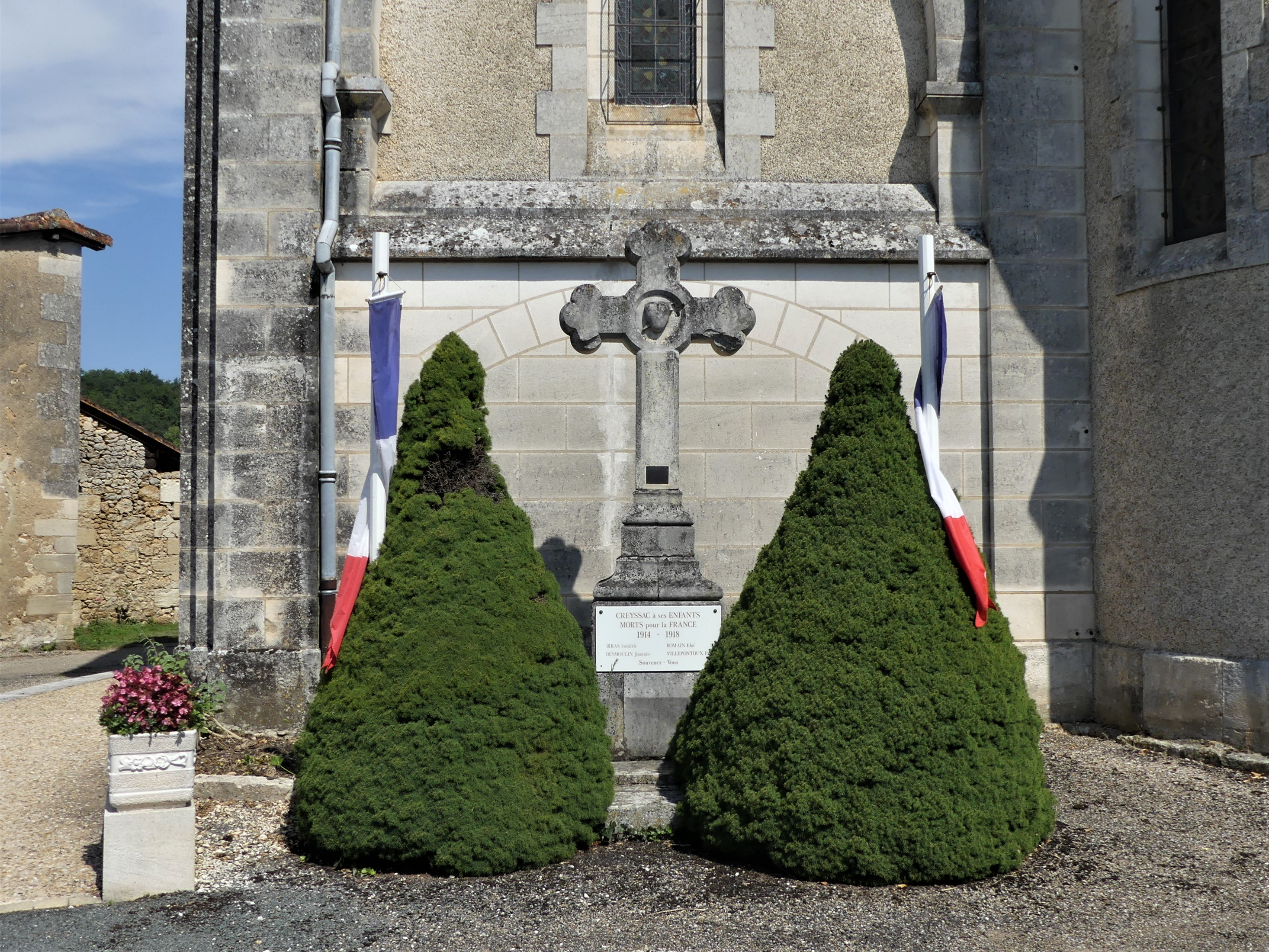
Le monument aux morts.

### Patrimoine naturel

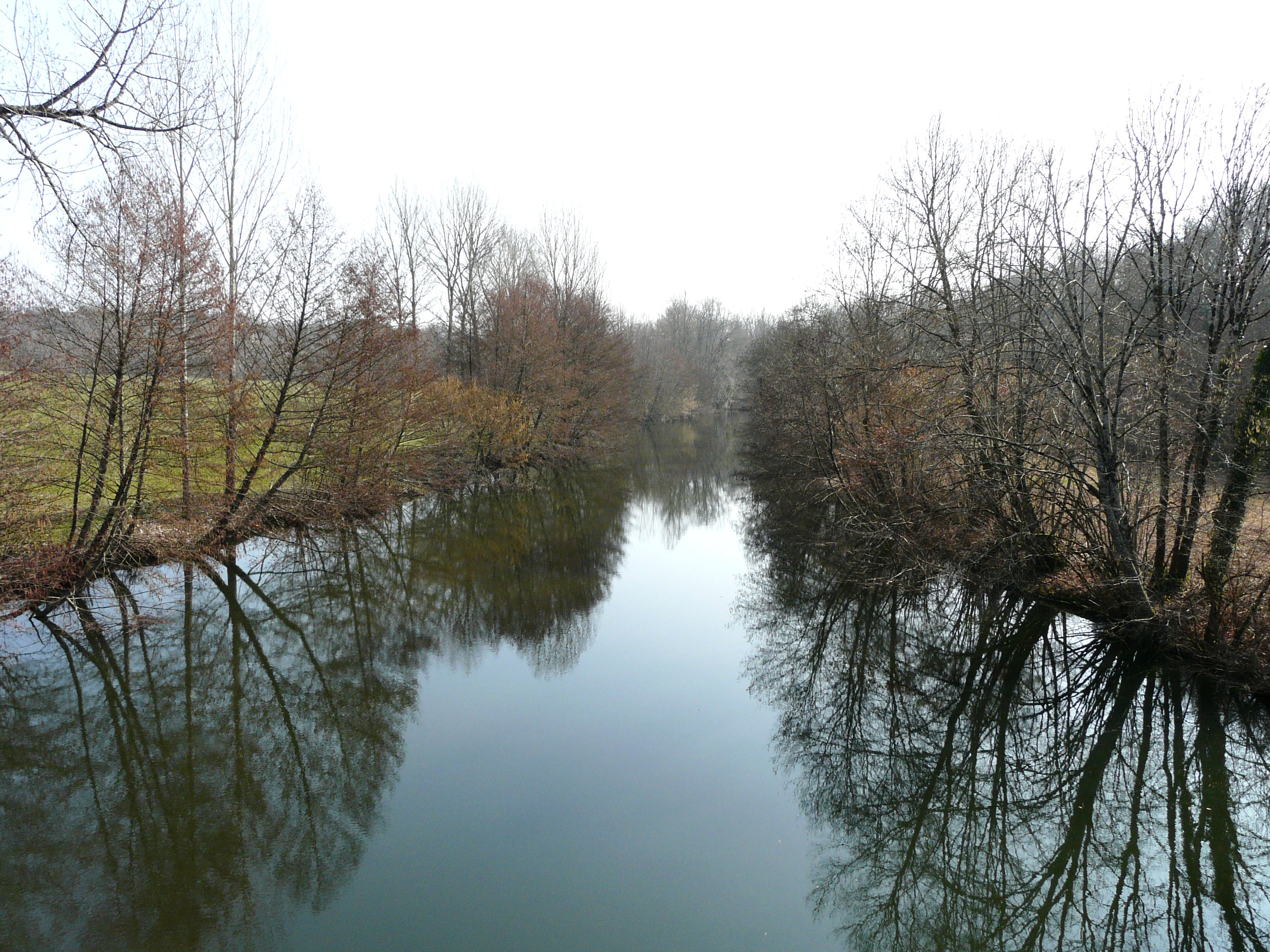
La Dronne marque la limite entre Creyssac et Bourdeilles.

Bordée par la Dronne, la commune représente un grand intérêt pour la faune et la flore locales. Des zones de protection y sont donc délimitées.

#### Natura 2000
Deux sites Natura 2000 sont identifiés sur le territoire communal.
À l'est et au sud, la Dronne et sa vallée sont considérées comme site important par le réseau Natura 2000 : la « vallée de la Dronne de Brantôme à sa confluence avec l'Isle ». La rivière s'écoule dans un milieu principalement composé de prairies humides et de terres cultivées avec des zones de bocage. On y rencontre plusieurs espèces de poissons menacées ainsi que des écrevisses à pattes blanches (Austropotamobius pallipes) et des visons (Mustela lutreola).
Les coteaux de la Dronne à dominante de pelouses sèches et de steppes calcicoles présentent de nombreuses espèces d'orchidées terrestres.

#### ZNIEFF
Toujours en relation avec la Dronne, la commune présente une zone naturelle d'intérêt écologique, faunistique et floristique (ZNIEFF) de type II, alliant l'humidité à une variété de sites qui alternent, au fil des méandres successifs, des endroits ombragés puis lumineux ainsi que des zones escarpées puis planes. Elle est protégée pour sa flore spécifique, comprenant notamment de nombreuses variétés de fougères,.
Bordant le territoire communal au nord-est sur un peu plus d'un kilomètre, le Boulou ainsi que sa vallée et ses coteaux forment une autre ZNIEFF de type I « Réseau hydrographique et coteaux du Boulou aval », présentant une importante variété faunistique sur Creyssac et six autres communes ou anciennes communes,.
Trente espèces déterminantes y sont répertoriées :
- dix insectes : l'Agrion de Mercure (Coenagrion mercuriale), l'Azuré de la faucille (Cupido alcetas), l'Azuré du serpolet (Phengaris arion), le Cordulégastre annelé (Cordulegaster boltonii), le Cuivré des marais (Lycaena dispar), le Damier de la succise (Euphydryas aurinia), le Gomphe vulgaire (Gomphus vulgatissimus), le Lepture erratique (Judolia erratica (en)), l'Onychogomphe à crochets (Onychogomphus uncatus) et le Petit mars changeant (Apatura ilia) ;
- sept mammifères : la Genette commune (Genetta genetta), la Loutre d'Europe (Lutra lutra), le Vison d'Europe (Mustela lutreola), ainsi que quatre espèces de chauves-souris : Grand rhinolophe (Rhinolophus ferrumequinum), Noctule commune (Nyctalus noctula), Petit rhinolophe (Rhinolophus hipposideros) et Vespertilion de Bechstein (Myotis bechsteinii) ;
- sept oiseaux : le Cincle plongeur (Cinclus cinclus), le Faucon pèlerin (Falco peregrinus), le Hibou moyen-duc (Asio otus), le Moineau soulcie (Petronia petronia), le Pic mar (Dendrocopos medius), le Pic noir (Dryocopus martius) et le Pigeon colombin (Columba oenas).
- cinq amphibiens : l'Alyte accoucheur (Alytes obstetricans), la Grenouille rousse (Rana temporaria), le Pélodyte ponctué (Pelodytes punctatus), la Rainette verte (Hyla arborea), le Sonneur à ventre jaune (Bombina variegata) et le Triton marbré (Triturus marmoratus) ;
- une tortue, la Cistude (Emys orbicularis).

Deux plantes rares :  la Colchique d'automne (Colchicum autumnale) et la Fritillaire pintade (Fritillaria meleagris), y sont également présentes.
De très nombreuses autres espèces animales ou végétales y ont été recensées : cinq amphibiens, cinq reptiles, 69 oiseaux, 307 insectes ainsi que 40 plantes.
Cette ZNIEFF, tout comme la ZNIEFF « Réseau hydrographique et coteaux du Boulou amont », fait partie d'une ZNIEFF de type II plus vaste « Vallée et coteaux du Boulou » représentant la quasi-totalité du cours du Boulou, depuis sa source jusqu'à la route départementale 106, située 200 mètres avant sa confluence avec la Dronne,.
La vallée du Boulou représente « un intérêt national » par la « richesse exceptionnelle » en espèces d'insectes — notamment en Lépidoptères et en Odonates — répertoriées dans les trois ZNIEFF de ce cours d'eau.

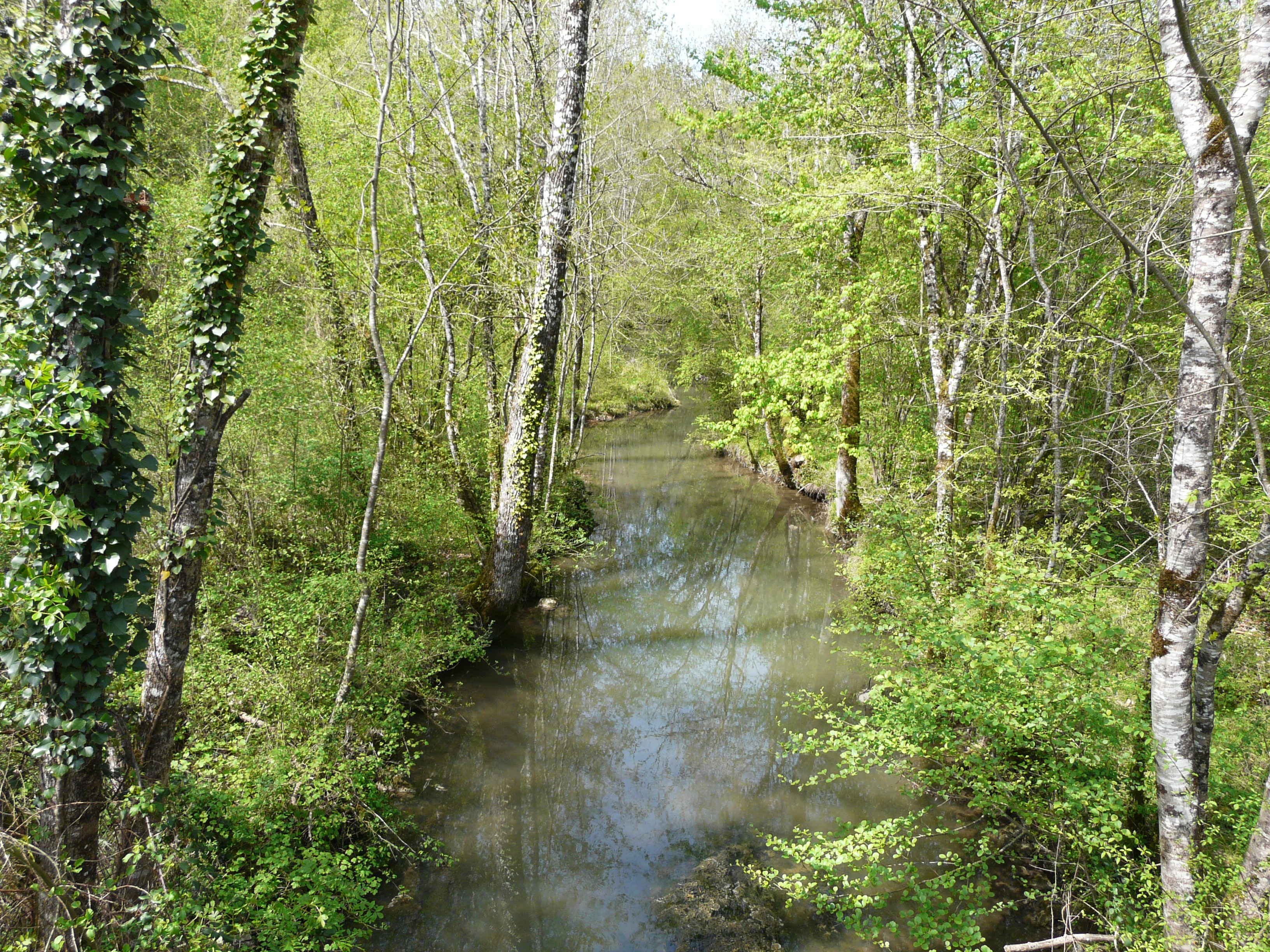
Le Boulou, en amont du pont de la route départementale 106, en limite de Creyssac (à gauche) et de Bourdeilles.
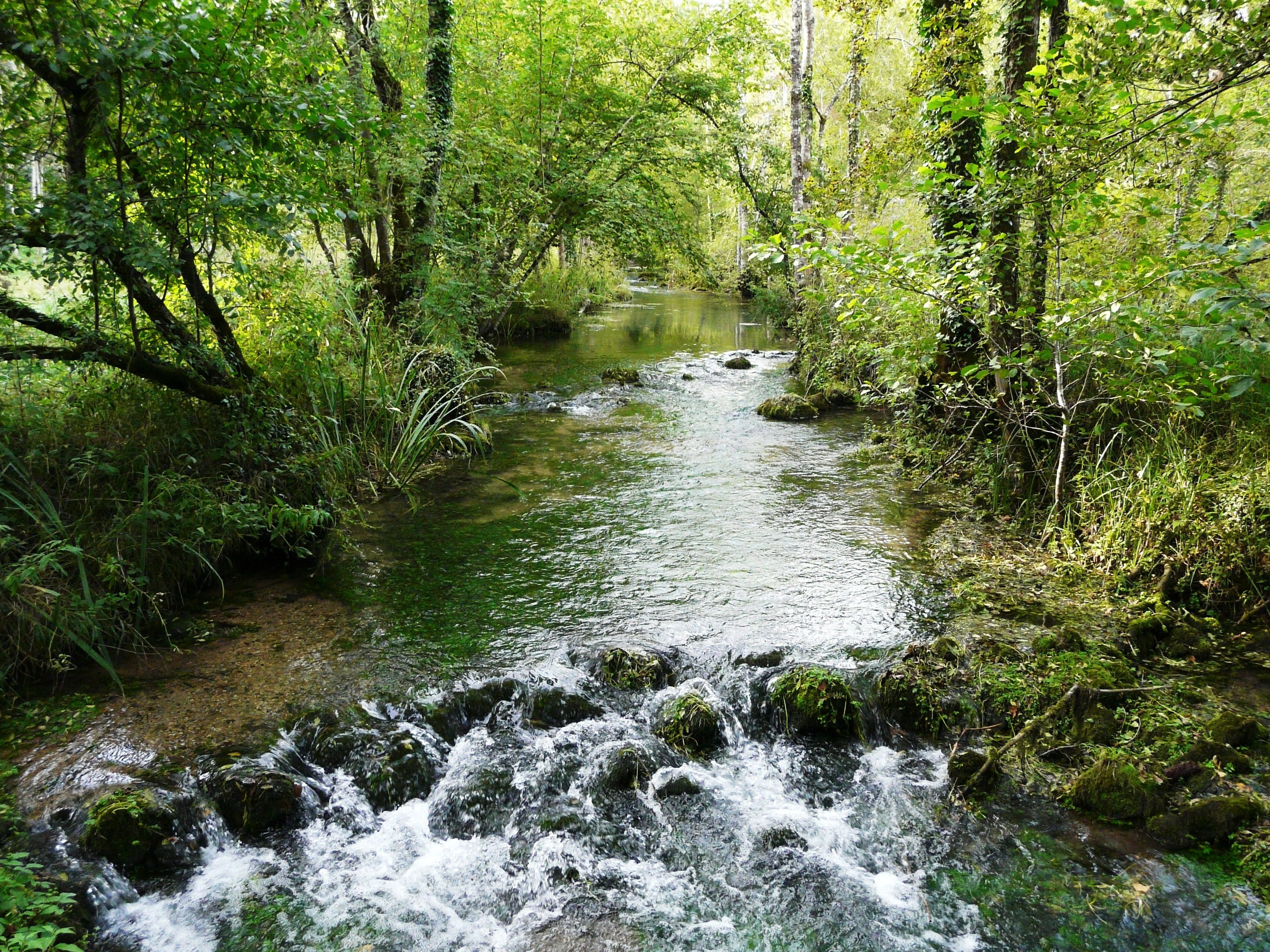
Le Boulou, à côté du Moulin de Fontas, en limite de Creyssac (à gauche) et de Bourdeilles. Vue prise vers l'amont.

## Pour approfondir